# Винджаммер
Винджа́ммер (англ. windjammer — буквально «выжиматель ветра») — последнее поколение крупных коммерческих парусников, появившееся в конце XIX века на основе достижений промышленной революции. Стальной рангоут позволил этим судам получить огромные, по сравнению с парусниками предыдущих поколений, размеры (длина винджаммеров достигала 100—140 м) с увеличенной в 3—4 раза грузоподъёмностью;  стальные мачты позволили поднять паруса на бо́льшую высоту и увеличить парусность, максимально использовав её даже в сильный кормовой ветер.
Появлению их предшествовал тот факт, что в 1870-90-х гг. пароходы стали достаточно экономичны, чтобы вытеснить парусники с внутриевропейских линий, но дальние маршруты оставались им неподвластны (для этого была необходима промежуточная бункеровка, процедура достаточно долгая и недешёвая, ведь для этого требовалось содержать сеть промежуточных угольных станций); также открытие Суэцкого и Панамского каналов (которые парусники были не в состоянии проходить самостоятельно) — нанесло существенный удар по парусному флоту — парусники вставали на прикол или шли на слом. Конкурировать с паровым флотом они могли только при перевозке больших партий малоценного/специфического груза на большие расстояния, но для этого требовалось увеличить размеры судов.

## Конструкция винджаммеров
Винджаммеры использовали все новинки судостроения того времени, прежде всего применение железа и стали. Это позволило инженерам реализовать все требования гидродинамики — корабли стали больше и имели большее удлинение корпусов, в результате чего сильно выросла их средняя скорость, оставив позади прежних быстроходов — «чайные клиперы» (впрочем, в США, богатых лесом, также продолжали использовать дерево при постройке — например, на 6-мачтовой шхуне «Вайоминг»).
Длина винджаммеров достигала 100—140 м, а водоизмещение — 4-10 тыс. тонн.
Кроме стальных корпусов винджаммеры получили также стальные мачты, позволившие поднять паруса на большую высоту и увеличить площадь парусности. Более длинные корпуса позволяли устанавливать больше мачт — от трёх до четырёх и более. Наибольшим количеством обладала американская шхуна «Томас Лоусон», имевшая сразу семь мачт. С целью облегчения работы с парусами их стали делить надвое, с соответствующим обозначением «верхний» и «нижний». В начале XX века работа с парусами начала осуществляться при помощи лебёдок, с паровым или электрическим приводом.
Вооружались винджаммеры, как правило, барками, но бывали и отступления — прямое вооружение на всех мачтах («Пруссия»), а также шхуны (в США).
Также винджаммеры получили и паровые машины, не сделавшие их, однако, пароходами — машины были маломощными и служили вспомогательным двигателем на случай штиля. К тому же не все судовладельцы соглашались с дополнительными тратами, связанными с  эксплуатацией паровых машин на парусниках.

## Строители и владельцы винджаммеров
Винджаммеры строили верфи Англии, Германии, Франции и США. Компании этих же стран их использовали.
Наиболее крупными строителями были верфь «Блом унд Фосс» в Гамбурге, и «Текленборг» в Гестемюнде. Парусники меньших размеров строились на верфи Рикмерса в Бремерхафене. Проектированием и строительством занимались видные кораблестроители тех лет, например в Германии это были Гёттингенский университет, аэродинамики Феппель и Прандтль, судостроители Миддендорф, Гросек и другие.
Большинство крупных парусников было сосредоточено в руках немецкой компании «Ф. Лайеш», включая так называемые «летучие П-лайнеры».
Крупнейшим флотом винджаммеров владел швед Густав Эриксон из Мариехамна на Аландских островах — под его флагом плавало более 40 крупных парусников. Перед Второй мировой войной он владел двумя десятками винджаммеров, а после войны его империя рухнула. Эриксон умер в 1947 г., заявив перед смертью, что жизнь в мире без парусников лишена для него смысла.

## Маршруты и грузы винджаммеров
При выборе маршрутов коммерческих парусников старались выбирать места, хорошо обеспеченные постоянными ветрами, благо предыдущая эпоха Великих Географических Открытий позволила накопить большой опыт использования ветров и течений.
Перевозили винджаммеры чаще всего недорогие насыпные грузы. Из Чили, огибая мыс Горн, парусники везли селитру, гуано и руду. Из Бразилии доставлялись экзотические породы дерева, джут и рис из Азии, копра с островов Океании, из Персидского залива шла нефть (в бочках или наливом в корпус). В обратном направлении, из Европы, парусники везли уголь в порты, где бункеровались их соперники-пароходы.
Из Австралии, делая часть пути в «ревущих сороковых», доставляли шерсть и пшеницу. Учитывая сезонность поставок пшеницы, парусники, работавшие на австралийской линии, стремились доставить её в Европу (вокруг мыса Горн), как можно быстрее, чтобы иметь лучшие условия сбыта. Возникли т. н. «зерновые гонки», наподобие знаменитых «чайных гонок» середины XIX в. Причем, придерживаясь западных ветров и сопутствующего течения, из Европы корабли шли, огибая Африку, а из Австралии также на восток, огибая мыс Горн, возвращались в Европу, совершая кругосветное плавание.
Одним из специфических грузов, которые перевозили только парусные суда, были пианино. Дело в том, что вибрация корпусов при работе судовых двигателей крайне негативно сказывалась на их настройке. Здесь у винджаммеров конкурентов не было.
Команду на винджаммерах нередко составляли курсанты морских училищ, которые были должны проходить практику на парусных судах. Кроме того, командовать судном мог тоже выпускник морского училища, которому было необходимо проходить стажировку.
Это сокращало расходы на содержание команды, при этом ещё находились и романтики, которые даже платили за место в команде.

## Знаменитые винджаммеры
Крупнейшим из когда либо построенных парусников был «Франс II», 5-мачтовый французский парусник, созданный в 1911 году для перевозки южноамериканской никелевой руды. Длина корпуса достигала 146 м, водоизмещение свыше 10,5 тысяч тонн, а 5 стальных мачт несли 38 парусов общей площадью 6350 м². Судно имело прекрасную отделку, пассажирские каюты и даже библиотеку. Однако падение цен на никелевое сырье, а также чилийское гуано, на перевозку которого оно было переведено, привело к тому, что в 1922 году, после столкновения с рифом близ Нумеа, владелец не стал нанимать буксир для его спасения. Остов судна простоял до 1944 года, медленно разрушаясь, пока не погиб под учебной американской бомбардировкой.
Наиболее крупным на данный момент из все ещё существующих винджаммеров является барк «Седов», лидер российского флота учебных судов. Был построен в Германии в 1921 году для компании «Ф. А. Виннен», на момент спуска был 4-м по величине парусником (117 м, 7200 т, 3800 м² парусов), под именем «Магдалена Виннен», в 1936 году перешёл в собственность Северо-Германского Ллойда и стал учебным судном под именем «Коммодор Йонсен», а после войны в составе репараций попал в СССР.
Одним из красивейших и самых быстрых был барк «Герцогиня Цецилия», построенный верфью Рикмерса в 1902 году и названный в честь герцогини Цецилии Мекленбургской, супруги принца Пруссии, наследника престола. В его проекте был учтен многолетний опыт и потому судно получилось очень ходким. Барк был построен по заказу Северо-Германского Ллойда и первоначально ходил в Южную Америку, но с началом Первой мировой войны был интернирован в Чили, и лишь в 1920-м возвращён Германии. Там ему работы не нашлось, и за 20 тыс. долларов его купил финский судовладелец Густав Эриксон с переводом его на австралийскую линию, где барк великолепно себя зарекомендовал. К числу его достижений принадлежат суточный переход в 341 милю и недельный переход в 2120 миль. Однако в 1936 году, ночью, в штиль, он сел на мель у берегов Южной Америки, и его решено было не восстанавливать. С него сняли часть деталей, остальное разрушили волны.
Кораблем с самым большим числом мачт была американская стальная шхуна «Томас У. Лоусон». Она была спущена на воду в 1902 году в городе Куинси (США). «Томас У. Лоусон» предназначался для перевозки угля, однако после постройки был переделан в танкер. Длина корпуса достигала 120 м. Каждая из семи стальных мачт высотой по 35 м весила 20 т. Их продолжением служили деревянные 17-м стеньги. Общая площадь парусности достигала 4000 м², разделенных на 25 парусов. Работу моряков облегчали различные механизмы. Шхуна, не имевшая двигателя, была оснащена паровой рулевой машиной, паровыми лебедками, электрической системой и даже телефонной сетью. Согласно имевшейся терминологии мачты со 2-й по 6-ю следовало называть грот-мачтами, однако матросы быстро нашли выход из положения — они дали мачтам названия по дням недели. Судьба этого гиганта оказалась незавидной — в первом же трансатлантическом рейсе из-за навигационной ошибки судно попало на скалы у берегов Англии, собственного же двигателя, который мог бы это предотвратить, у него не было.

### Летучие П-лайнеры
Одними из наиболее известных стали «летучие П-лайнеры» (англ. Flying P-Liner) компании Фердинанда Лайеша, прозванные так из-за того, что имена их начинались на «П» — «Потоси», «Померания», «Пассат», «Памир», «Пруссия», «Пекин», «Падуя» и т. п.
«Памир» затонул близ Азорских островов 21 сентября 1957 года в результате урагана, возвращаясь из Чили, из 86 человек экипажа уцелело лишь 6. Катастрофа получила большую огласку и задержала переоборудование коммерческих парусников в учебно-грузовые (хотя было признано, что конструкция судна не была причиной трагедии, произошедшей из-за редкого стечения обстоятельств).
«Падуя» после Второй мировой войны попала в СССР в качестве репарации и стала учебным барком «Крузенштерн».

## Закат эпохи паруса
В 1869 г. появился Суэцкий канал, которым парусники не могли пользоваться и продолжали ходить вокруг Африки, что негативно сказывалось на их конкуренции с пароходами. Аналогичная ситуация сложилась и с введением в строй в 1914 г. Панамского канала.
Винджаммеры были выгодны только на дальних линиях, для определённых грузов, а потому сильно страдали от колебаний цен на них. Так, падение цен на южноамериканскую руду, а также истощение южноамериканских месторождений нитратов привели к резкому сокращению числа занятых парусников на этой линии и переводу большинства на австралийскую линию.
Вынужденные в поисках ветра постоянно посещать участки океана с развитыми штормовыми условиями, парусники часто страдали от жестоких штормов и циклонов, ломающих мачты, смещающих балласт и т. п.
Сыграло свою роль и техническое несовершенство больших парусников. Суда, не имевшие двигателя, нередко заканчивали свой путь на скалах, куда попадали в результате штиля. Также отсутствие двигателя пагубным образом сказывалось на длительности переходов — большинство крупных европейских портов располагалось в устьях рек, и беспомощные парусники были вынуждены иногда целыми днями ждать прихода буксира. Не меньшие трудности ждали суда и в порту, где рангоут и такелаж мешали работе современных грузовых средств, в результате чего погрузка нередко шла вручную.
Дальнейшее увеличение размеров торговых судов было недоступно парусникам, они достигли своего максимума, а потому проиграли и гонку размеров.
В ходе Первой мировой войны потоплено более 60 крупных четырехмачтовых судов.

## Современность
После Второй мировой войны большие парусники окончательно ушли из коммерческой эксплуатации. Многие были отправлены на слом, стали плавучими музеями и даже ресторанами, но некоторые были переведены в разряд учебных судов, в том числе в советском флоте, получившим в составе репарационных платежей крупнейшие немецкие парусники. В последующем даже осуществлялась специальная постройка таких судов («Горх Фок II» в ФРГ, «Дар Молодёжи» в Польше). Так что технически винджаммеры живут и здравствуют.
Несмотря на некоторые предложения (проект «Виндроуз» Майкла Уиллоби) коммерческая эксплуатация винджаммеров пока считается нерентабельной. Их преемником на коммерческих линиях будущего могут стать парусники типа «Динариг».